# Parque nacional Ts'ehlanyane
El Parque nacional Ts'ehlanyane es el parque nacional más grande de Lesoto. Se encuentra en las montañas de Maloti del distrito de Botha-Bothe, y es parte de la mayor área de Conservación Transfronteriza de Maloti-Drakensberg. Este parque protege el norte de Lesoto un espacio hermoso de gran altitud, con 5600 hectáreas de parque de páramos escarpados, entre ellos uno de los tipos de bosque autóctono con una cantidad variada de plantas raras que son únicas para este tipo de hábitat del bosque.
El parque está situado en la zona norte y profunda de las montañas de Maloti al pie del paso de Holomo y a sólo unos 45 minutos en carretera asfaltada desde el puesto fronterizo de Sudafricano de Caledonspoort.